# Municipio de Moore (Pensilvania)
El municipio de Moore  (en inglés: Moore Township) es un municipio ubicado en el condado de Northampton en el estado estadounidense de Pensilvania. En el año 2000 tenía una población de 8.673 habitantes y una densidad poblacional de 89 personas por km².

## Geografía
El municipio de Moore se encuentra ubicado en las coordenadas 40°44′59″N 75°24′59″O / 40.74972, -75.41639.

## Demografía
Según la Oficina del Censo en 2000 los ingresos medios por hogar en la localidad eran de $48,371 y los ingresos medios por familia eran $54,663. Los hombres tenían unos ingresos medios de $38,098 frente a los $25,241 para las mujeres. La renta per cápita para la localidad era de $21,829. Alrededor del 4,0% de la población estaban por debajo del umbral de pobreza.